# Eveline Neumann
Eveline Neumann (* 21. Juli 1949 in West-Berlin) ist eine deutsche Politikerin (SPD).
Eveline Neumann erhielt 1969 ihr Abitur und studierte anschließend an der Pädagogischen Hochschule Berlin für das Lehramt, das Studium schloss sie 1974 ab. Sie wurde Lehrerin und legte 1976 auch das Zweite Staatsexamen ab.
Bereits 1969 trat Neumann der SPD bei. 1992 wurde sie in die Bezirksverordnetenversammlung im Bezirk Tempelhof gewählt. Bei der Berliner Wahl 1995 wurde sie in das Abgeordnetenhaus von Berlin gewählt, dem sie bis 2001 angehörte.